# Église Sainte-Marie d'Hénin-Beaumont
L'église Sainte-Marie est une église catholique disparue de la ville d'Hénin-Beaumont dans le Pas-de-Calais. Elle appartenait au diocèse d'Arras. Le culte se tient désormais dans l'ancienne salle paroissiale.

## Histoire
L'église est construite en 1928 par Ernest Delille (1869-1931), architecte en chef de la Compagnie des mines de Dourges pour les mineurs de la cité Foch et du quartier de la Maladrerie. Elle est bénie le 11 août 1929 par Mgr Julien. Le chemin de croix est solennellement béni au dimanche des Rameaux 1930 avec un cortège de mineurs portant leur foulard à carreaux, puis la statue de sainte Marie, le 4 mai suivant. L'église comprend un patronage, comme la plupart des églises des cités ouvrières de la région. Elle résiste aux bombardements de l'été 1944.
La municipalité socialiste décide de fermer l'église en septembre 2000, à cause de défaut d'entretien. Ne pouvant l'entretenir à cause de la baisse de la pratique catholique, le diocèse la vend à un promoteur immobilier qui la démolit en juillet 2006. Le réalisateur Étienne Chatiliez y avait tourné une scène de son film La Vie est un long fleuve tranquille, en août 1987. 
À la place de l'église, se dressent désormais des logements résidentiels. Toutefois le culte se tient maintenant dans l'ancienne salle paroissiale de la rue Robert-Schuman, réaménagée à cet effet. La messe dominicale y est célébrée une fois par mois, le premier dimanche du mois à 9 heures 30.

## Description
L'église était construite dans un style éclectique mêlant le néo-gothique et le néo-classique. Elle était en béton et présentait une nef à trois vaisseaux et un clocher à flèche octogonale au-dessus du porche, celui-ci étant encadré par deux colonnes sous un linteau. La rosace sur la façade était composée de motifs géométriques. L'ensemble donnait une impression de légèreté élégante.